# Psammoecus pictus
Psammoecus pictus is een keversoort uit de familie spitshalskevers (Silvanidae). De wetenschappelijke naam van de soort werd in 1876 als Telephanus pictus gepubliceerd door Charles Owen Waterhouse.